# غير اعتيادي
غير الاعتيادي هو مسلسل تلفزيوني من إنتاج روبيا رشيد على نيتفليكس. ويركز على حياة البالغ من العمر 18 عاما سام غاردنر (كير جيلكريست)، المصاب بمرض طيف التوحد. صدر الموسم الأول في 11 أغسطس عام 2017 المكون من ثماني حلقات. أما الموسم الثاني فأصدر في 7 سبتمبر 2018 والمكون من عشر حلقات، وتجدد الموسم الثالث في تاريخ 7 اكتوبر2018 والمكون من عشر حلقات.
حاز الموسم الأول على تقييمات إيجابية ولكن تلقى بعض الانتقادات من حيث افتقاد المسلسل لبعض الممثلين المصابين بالتوحد ونقص دقة الوصف لمرض طيف التوحد. في الموسم الثاني انضم عدد من الممثلين والكاتبين المصابين بمرض طيف التوحد، كما أن اغلب التقييمات للموسم كانت إيجابية.
يعتبره البعض الغوص في ذاكرة التوحد.

## القصة

### الموسم الأول
يعلن سام غاردنر، البالغ من العمر 18 عاما من ولاية كونيتيكت والمصاب بمرض طيف التوحد بأنه يريد أن يبدأ المواعدة. طلب سام من والده النصيحة على الرغم من ان والده (دوغ) والذي يعاني من سوء التواصل معه. قام دوغ بتوصيل سام إلى منزل معشوقته لمفاجأتها بـ فراولة مغطاة بالشوكولا ولكن سرعان ما ادرك دوغ ان معشوقة سام هي نفسها طبيبته النفسية (جوليا) البالغة من العمر 26 سنه! قام دوغ بسحب سام وإخباره بإن يبحث عن حبيبة بنفس عمره.  قرر سام مواعدة فتاة كـ “حبيبته التدريبية” وبمساعدة عائلته واصدقاءه بدأ سام بتعلم الفروق الاجتماعية للمواعدة.
كما عانت ايلسا من ابنها ورغبته بان يصبح معتمد كليا على نفسه، وذلك لأنها اعتادت على كونها المرشد له. في اثناء قضاءها وقتا ممتعا مع صديقاتها قابلت ايلسا نادل في حانة ودخلت في علاقة غير شرعية معه. حطمت كيسي والتي هي الاخت الصغرى لسام، رقما قياسيا في السباق وحصلت على منحة دراسية لمدرسة مرموقة ولكنها بعيدة عن مكان اقامتها. على الرغم من رغبتها بالالتحاق، كانت كيسي متوترة من فكرة تركها لأخيها سام. تتفاقم مخاوفها بعد ان اكتشفت عن تخلي ابيهما عنهما بعد تشخيص سام بالمرض وان ايلسا كانت على علاقة غير شرعية مع النادل. وفي الوقت نفسه، ترى جوليا الفراولة المغطاة بالشوكولاتة والتي تركها سام خلفه أثناء زيارته. ثم تتهم حبيبها بالخيانة ويؤدي بها هذا الأمر إلى الانفصال عنه. بعد ان انتقل من المنزل، اكتشفت جوليا انها حامل منه.

### الموسم الثاني
قام دوغ بطرد ايلسا من المنزل بعد ان علم بعلاقتها مع النادل، تاركةً له جميع الواجبات المنزلية والتي جلبت له التوتر. سمح دوغ لايلسا ان تعود إلى المنزل على ان تتبع قواعده الارشادية. لن يتمكن سام من زيارة جوليا نظرا لتضارب المصالح. وفشل في العثور على دكتور نفسي يشعر بالارتياح معه. شجع المرشد الطلابي السيد وايتيكر سام على ان يلتحق إلى الجامعة وينظم إلى مجموعة من أقرانه المصابين بمرض طيف التوحد والتي تهدف إلى تهيئة الطلاب للتخرج والاعتماد على انفسهم.
على الرغم من ان كيسي لا تشعر بالارتياح في مدرسة كلايتون الخاصة؛ تظاهرت كيسي بإن تصبح صديقة لقائدة الفريق (ايزي), والتي كانت تعاملها بوقاحة. طورت كلتيهما علاقة قريبة وكانت كيسي تكن مشاعر رومانسية لـ ايزي في نهاية الموسم؛ مما يجعلها تشكك في علاقتها مع حبيبها ايفان.بعد خروج كيسي من مدرسة سام. بدأ سام في التعبير عن التغييرات الحاصلة في حياته من خلال الرسم في مذكرتة بكثره.بعد ان اكتشف السيد وايتيكر رسمات سام. قام سام بالتقديم على جامعة دينتون في برنامج الرسم العلمي وتم قبوله فيها.في هذه الاثناء كانت جوليا تواجه ضغوطات من ناحية الحمل وطلب الزواج منها بشكل رسمي وغير رومانسي على الإطلاق.

## الشخصيات

### الرئيسية
- • كير جيلكريست بدور سام غاردنر البالغ من العمر 18 والمصاب بمرض طيف التوحد. مهووس بـ القارة القطبية الجنوبية. جيلكريست قال عن الشخصية «هو شخص واحد مصاب بطيف النوحد وهو شخصية فريدة جدا». • لاندي-باين بدور كيسي غاردنر. الأخت الصغرى لسام ودائما ما تدافع عنه. • جينيفر جيسون لي بدور إلسا غاردنر. والدة سام وكيسي والمفرطة بحماية اولادها. • مايكل رابابورت بدور دوغ غاردنر. والد سام وكيسي وزوج ايلسا • ايمي أوكودا بدور جوليا ساساكي. دكتورة نفسية لسام.

### الثانوية
- • غراهام روجرز بدور ايفان شابين حبيب كيسي • نيك دوداني بدور زاهد. صديق سام المقرَب • راؤول كاستيلو بدور نيك. نادل وله علاقة غرامية مع إلسا • جينا بويد بدور بيج هارداواي. حبيبة سام • راشيل ريدليف بدور بيث شابين إيفان شقيقة ايفان والتي قامت كيسي بالدفاع عنها بعد ان كانت تتعرض للتنمر من فتاة لئيمة • فيفل ستيوارت بدور إيزي. صديقة كيسي • غراهام فيليبس بدور نيت. حبيب إيزي • كيسي ويلسون السيدة ويتاكر

## الحلقات

### الموسم الأول (2017)
| رقم الحلقة | رقم الحلقة في الموسم | عنوان                              | اخراج                | كتابة                        | تاريخ الاصدار  |
| 1          | 1                    | "Antarctica"                       | سيث جوردن            | روبيا رشيد                   | اغسطس 11, 2017 |
| 2          | 2                    | "A Human Female"                   | Michael Patrick Jann | Mike Oppenhuizen             | اغسطس 11, 2017 |
| 3          | 3                    | "Julia Says"                       | Michael Patrick Jann | Brian Tanen                  | اغسطس 11, 2017 |
| 4          | 4                    | "A Nice Neutral Smell"             | Seth Gordon          | Annabel Oakes                | اغسطس 11, 2017 |
| 5          | 5                    | "That's My Sweatshirt"             | Michael Patrick Jann | Dennis Saldua                | اغسطس 11, 2017 |
| 6          | 6                    | "The D-Train to Bone Town"         | Michael Patrick Jann | Mike Oppenhuizen & Jen Regan | اغسطس 11, 2017 |
| 7          | 7                    | "I Lost My Poor Meatball"          | Joe Kessler          | روبيا رشيد                   | اغسطس 11, 2017 |
| 8          | 8                    | "The Silencing Properties of Snow" | Michael Patrick Jann | روبيا رشيد                   | اغسطس 11, 2017 |

### الموسم الثاني (2018)
| رقم الحلقة | رقم الحلقة بالموسم | العنوان                                  | اخراج           | كتابة                                  | تاريخ الاصدار     |
| 9          | 1                  | "Juiced!"                                | Joe Kessler     | Robia Rashid                           | September 7, 2018 |
| 10         | 2                  | "Penguin Cam and Chill"                  | Ryan Case       | Robia Rashid                           | September 7, 2018 |
| 11         | 3                  | "Little Dude and the Lion"               | Silver Tree     | Theresa Mulligan Rosenthal             | September 7, 2018 |
| 12         | 4                  | "Pants on Fire"                          | Geeta Patel     | Mike Oppenhuizen                       | September 7, 2018 |
| 13         | 5                  | "The Egg Is Pipping"                     | Wendey Stanzler | Bob Smiley                             | September 7, 2018 |
| 14         | 6                  | "In the Dragon's Lair"                   | Silver Tree     | Robia Rashid                           | September 7, 2018 |
| 15         | 7                  | "The Smudging"                           | Pam Thomas      | Robia Rashid & Dennis Saldua           | September 7, 2018 |
| 16         | 8                  | "Living at an Angle"                     | Pete Chatmon    | Jen Regan & Theresa Mulligan Rosenthal | September 7, 2018 |
| 17         | 9                  | "Ritual-licious"                         | Ryan Case       | Mike Oppenhuizen & D.J. Ryan           | September 7, 2018 |
| 18         | 10                 | "Ernest Shackleton's Rules for Survival" | Ken Whittingham | Robia Rashid                           | September 7, 2018 |

الموسم الثالث (2019)
| رقم الحلقة | رقم الحلقة بالموسم | العنوان                         | اخراج           | كتابة        | تاريخ الاصدار    |
| ---------- | ------------------ | ------------------------------- | --------------- | ------------ | ---------------- |
| 19         | 1                  | "Best Laid Plans"               | Ryan Case       | Robia Rashid | November 1, 2019 |
| 20         | 2                  | "Standing Sam"                  | Rebecca Asher   | Robia Rashid | November 1, 2019 |
| 21         | 3                  | "Cocaine Pills and Pony Meat"   | Victor Nelli Jr | Robia Rashid | November 1, 2019 |
| 22         | 4                  | "Y.G.A.G.G."                    | Wendey Stanzler | Robia Rashid | November 1, 2019 |
| 23         | 5                  | "Only Tweed"                    | Victor Nelli Jr | Robia Rashid | November 1, 2019 |
| 24         | 6                  | "The Essence of a Penguin"      | Michael Medico  | Robia Rashid | November 1, 2019 |
| 25         | 7                  | "Shrinkage"                     | Annabel Oakes   | Robia Rashid | November 1, 2019 |
| 26         | 8                  | "Road Rage Paige"               | Ken Whittingham | Robia Rashid | November 1, 2019 |
| 27         | 9                  | "Sam Takes a Walk"              | Robia Rashid    | Robia Rashid | November 1, 2019 |
| 28         | 10                 | "Searching for Brown Sugar Man" | Ken Whittingham | Robia Rashid | November 1, 2019 |

## الخلفية والإنتاج
يركز المسلسل على مراحل تطور شخص معين والذي في الأصل يعرف باسم القارة القطبية الجنوبية. كتابة وإنتاج روبيا رشيد والتي عملت سابقا في  كيف قابلت أمك و The Goldbergs كمنتج. تشاورت مع ميشيل دين من جامعة ولاية كاليفورنيا الأستاذ الذي يعمل في جامعة كاليفورنيا في مركز أبحاث التوحد والعلاج. وقال جيلكريست في حديث لـ«النسر», «[راشد] كتبت السيناريو. تحدثنا كثيرا وبحثت وشاهدت الأفلام وقرأت الكتب». قام أنتوني جاك بأخذ دور شخصية كريستوفر المصاب بالتوحد.
تم تجديد المسلسل «غير الاعتيادي» في 13 سبتمبر عام 2017 لمدة عشر حلقات للموسم الثاني.  انضم ديفيد فينش المصاب بمرض التوحد إلى فريق الكتابة. ثمانية ممثلين من مشروع «المعجزة» لعبوا ادوارا كأعضاء لجماعة دعم الاقران التي انضم اليها سام في الموسم الثاني ولعب الكثير من الممثلين المصابين بالتوحد بشخصيات نمطية، وقال المنتج التنفيذي ماري روليش: «دعوت المزيد من المديرات وهنالك تنوع في الإناث». سبعة من أصل عشرة حلقات اخرجت بفضل النساء ونصف فريق الكتابة مكون من الإناث. في 24 أكتوبر عام 2018. غير الاعتيادي تجدد في موسمه الثالث والذي سيتكون من 10 حلقات.

## الإصدار
اصدر الموسم الأول في تاريخ 11 أغسطس 2017 ويتكون من ثمانية حلقات بينما اصدر الموسم الثاني في تاريخ 7 سبتمبر 2018 ويتكون من عشر حلقات.

## الاستقبال

### الموسم الأول
يصنف ميكاتريك كونه واحدا من 100 الذين تم تقييمهم من قبل النقاد السائدين. تلقى الموسم الأول 66 نقطة بناءا على 20 من التقييمات كونها مفضلة بشكل عام بنسبة 77 بالمئة للروتين توميتوز (rotten tomatoes) مع متوسط التقييم بمعدل 5.32 من أصل 10. تم تقييم تمثيل وأداء جليكريست بشكل ايجابي بوجه عام بالرغم من أنه تلقى نقدا من بعض الأوساط لكونه غير واقعي ونمطي بالإضافة إلى عدم وجود أناس متوحدين عقليا في طاقم التمثيل.

### الموسم الثاني
كتبت سارة لوترمان من نيويورك تايمز عن تحسن الموسم الثاني مقارنة بالأول. غير قرار سام لأكمال دراسته في الجامعة اعتقاد اغلبية الناس عن التوحد، التوحد لم يعد «مصدر [البؤس] لأسرته».تشيد لوترمان إشراك المزيد من الناس الذين يعانون من التوحد مثل الكتاب والممثلين، ولكن تم انتقاد شخصية سام لما يتصف به من كراهية النساء وأنه «لا يزال يصور شخصيته. بطريقة نمطية». يشيد لورين علي من لوس أنجلوس تايمز و يظهر باستمرار «وجهة نظر فريدة من نوعها، حاد الفكاهة والتعاطف»، ويصف المسلسل بأنه «دراما عائلية رائعة ومميزة مع الكثير من الحركة واللحظات المحرجة».
في استعراض للآراء السلبية، يكتب جين تشيني من العقاب  أن " المسلسل فقد بعضا من التركيز" في الموسم الثاني، مثل "التغيرات المفاجئة في شخصية جوليا، أو عن طريق محاولة جعل زاهد "محبوبا". كتب تشاني أن "في كثير من الأحيان تبدو النكات مفتعلة أو متوقعة"، وانتقد المشاهدين السلوك بين دوغ و "إلسا" ووصفوه بإنه "لا يعكس الفعلية للسلوك البشري". ومع ذلك، شاني يشيد تمثيل الممثلة لاندي-باين، الذي يتمحور حول "الفهم والسخط"، ووصف تمثيل الممثل جيلكريست على انه "ثابت ومستقيم في اغلب الاوقات".

### الأوسمة
| العام | جائزة         | الفئة                      | المرشح (s)    | نتيجة | شاني، جين (4 سبتمبر 2018). "وسع الجزء الثاني من "غير الاعتيادي" آفاقه ولكن خسر بعض من بريقه". نيويورك (مجلة). مؤرشف من الأصل في 2019-08-26. اطلع عليه بتاريخ 2018-09-12. |
| ----- | ------------- | -------------------------- | ------------- | ----- | --- |
| 2018  | قنوات الجوائز | أفضل فيلم موسيقي أو كوميدي | غير الاعتيادي | رُشِّح   | |

## وصلات خارجية
- غير اعتيادي على موقع IMDb (الإنجليزية)
- غير اعتيادي على موقع ميتاكريتيك (الإنجليزية)
- غير اعتيادي على موقع روتن توميتوز (الإنجليزية)
- غير اعتيادي على موقع نتفليكس (الإنجليزية)
- غير اعتيادي على موقع فيلمافينيتي (الإسبانية)
- غير اعتيادي على موقع كينوبويسك (الروسية)
- غير اعتيادي على موقع ألو سيني (الفرنسية)
- غير اعتيادي على موقع قاعدة بيانات الفيلم (الإنجليزية)

1. ↑  "معلومات عن غير اعتيادي على موقع movieplayer.it". movieplayer.it. مؤرشف من الأصل في 2020-10-26.
2. ↑  "معلومات عن غير اعتيادي على موقع metacritic.com". metacritic.com. مؤرشف من الأصل في 2020-10-14.
3. ↑  "معلومات عن غير اعتيادي على موقع movie.douban.com". movie.douban.com. مؤرشف من الأصل في 2020-10-26.